# John Hutchinson
Pour les articles homonymes, voir John Hutchinson et Hutchinson.
John Hutchinson est un botaniste britannique, né le 7 avril 1884 à Blindburn, Wark on Tyne et mort le 2 septembre 1972 à Kew.

## Biographie
Il fait toute sa carrière aux Jardins botaniques royaux de Kew, d'abord comme jardinier stagiaire en 1904, puis à l'herbarium dès 1905, d'abord au département de l'Inde, puis de l'Afrique tropicale. Il est en fonction à la section botanique indienne (1915-1919) puis à la section africaine, jusqu'en 1936. Il est nommé conservateur de Kew en 1936, où il gère les collections de botanique économique et occupe cette fonction jusqu'à sa retraite en 1948. 
Il est surtout connu pour sa connaissance des spermatophytes. Il a fait deux expéditions botaniques en Afrique du Sud, dont il rend compte dans son livre A Botanist in Southern Africa, la première d'août 1928 à avril 1929, la seconde de juin 1930 à septembre 1930.

## Distinctions
- 1934 : doctorat honoris causa, Université de Saint Andrews
- 1937 : médaille commémorative Veitch
- 1944 : Médaille Victoria de l'honneur de la Royal Horticultural Society
- 1947 : membre de la Royal Society
- 1958 : médaille Darwin-Wallace (argent)
- 1965 : médaille linnéenne
- Officier de l'Ordre de l'Empire britannique

## Publications
- « A new phylogenetic classification of the monocotyledons », Proceedings of The Zesde Internationaal Botanisch Congres, Amsterdam, 2–7 September 1935, vol. II, 1936, p. 129–131
- Common Wild Flowers, 1945
- Uncommon Wild Flowers, 1950
- British Wild Flowers, 1955
- The Story of Plants, avec R. Melville
- A Botanist in Southern Africa, Londres, 1946
- Flora of West Tropical Africa,  avec John McEwan Dalziel
- The families of flowering plants, arranged according to a new system based on their probable phylogeny, 2 vols, Macmillan, 1934 Volume 1: Monocotyledonae 1926, Volume 2:Dicotyledonae 1934  (ISBN 9783874291606)
- The Genera of Flowering Plants, Oxford, Vol.1 (1964), Vol.2 (1967), Vol. 3 (à titre posthume)
- Evolution and Phylogeny of Flowering Plants, 1969